# Danielle Sassoon
Danielle Sassoon   (Nova York, 1986) és una advocada nord-americana que va exercir com a fiscal en funcions del Districte Sud de Nova York del 21 de gener al 13 de febrer de 2025, nomenada pel president Donald Trump. És membre de la Federalist Society, organització que defensa una interpretació textualista i originalista de la Constitució dels Estats Units.
Va estudiar a Harvard (B.A. en història i literatura, 2008) i a la Yale Law School (J.D., 2011). Va treballar com a assistent judicial del jutge J. Harvie Wilkinson III i del jutge Antonin Scalia abans d’incorporar-se a Kirkland & Ellis com a advocada litigant. El 2016 es va unir a la Fiscalia del Districte Sud de Nova York, on va aconseguir condemnes destacades, incloent 60 anys de presó per a Lawrence V. Ray per tràfic sexual i 25 anys per a Sam Bankman-Fried per frau i blanqueig de diners.
El febrer de 2025 va dimitir del Departament de Justícia per evitar desestimar càrrecs contra l’alcalde de Nova York, Eric Adams, en un suposat intercanvi polític. La seva renúncia va ser acceptada, i el seu cas va ser sotmès a investigació.